# 烏格林
48°58′13″N 25°50′25″E / 48.97028°N 25.84028°E
烏格林（烏克蘭語：Угринь）是位於烏克蘭西部泰爾諾皮爾州裏喬爾特基夫區的村莊，始建於1939年，面積2.68平方公里，2014年人口1,005，人口密度每平方公里411.5人。